# سم کلی
سم کلی (انگلیسی: Sam Kelly; ۱۹ دسامبر ۱۹۴۳ – ۱۴ ژوئن ۲۰۱۴) هنرپیشه اهل انگلستان بود. وی بین سال‌های ۱۹۶۷ تا ۲۰۱۴ میلادی فعالیت می‌کرد.
از فیلم‌ها یا برنامه‌های تلویزیونی که وی در آن نقش داشته‌است می‌توان به وارونه، ننی مک‌فی و بیگ بنگ، همه یا هیچ، یخ آبی، هلیم، هلیم (مجموعه تلویزیونی) و آقای ترنر اشاره کرد.